# Robert Guiscard
Robert de Hauteville dit Robert Guiscard (en italien : Roberto d'Altavilla, Roberto il Guiscardo ; en latin : Robertus de Altavilla, Robertus cognomento Guiscardus, Robertus Wiscardus), né après 1015 à Hauteville et mort le 17 juillet 1085 à Céphalonie, comte d'Apulie (1057-1059), puis duc d'Apulie, de Calabre et de Sicile (1059-1085), est l'un des plus célèbres aventuriers normands qui s'illustrèrent en Méditerranée. 
En 1047, il quitte le duché de Normandie pour l'Italie du Sud afin d'y faire fortune. Il rejoint son frère aîné Drogon, comte d'Apulie, et s'installe en Calabre où il mène d'abord une vie de mercenaire et de brigand. Il hérite en 1057 du comté d'Apulie et achève la conquête de l'Apulie et de la Calabre aux dépens des Lombards et des Byzantins. Par le traité de Melfi, en 1059, il reçoit l'investiture du duché d'Apulie et de Calabre et devient le principal allié de la papauté. Accompagné de son frère Roger, il entame en 1061 la conquête de la Sicile, alors occupée par les musulmans. Ennemi des Byzantins, qu'il expulse définitivement d'Italie, il mène contre eux une offensive infructueuse en Albanie de 1081 à 1085. Célèbre pour sa ruse — qui lui valut le surnom de « Guiscard » — il fut aussi surnommé la « terreur du monde ».

## Biographie

### Origines
Robert Guiscard est le fils de Tancrède de Hauteville, petit seigneur normand sans fortune de la région de Coutances, dans l'ouest du duché de Normandie, et de sa seconde épouse Frédésende, qui passe parfois pour être une fille du duc Richard II de Normandie. Selon le chroniqueur d'origine normande Geoffroi Malaterra, Tancrède de Hauteville fait partie de la noblesse du duché sans être cependant l'un des principaux seigneurs. Selon la princesse byzantine Anne Comnène, Robert Guiscard est d'obscure origine. Selon le chroniqueur Othon de Freising, c'est un vavasseur, c’est-à-dire le vassal d’un vassal.

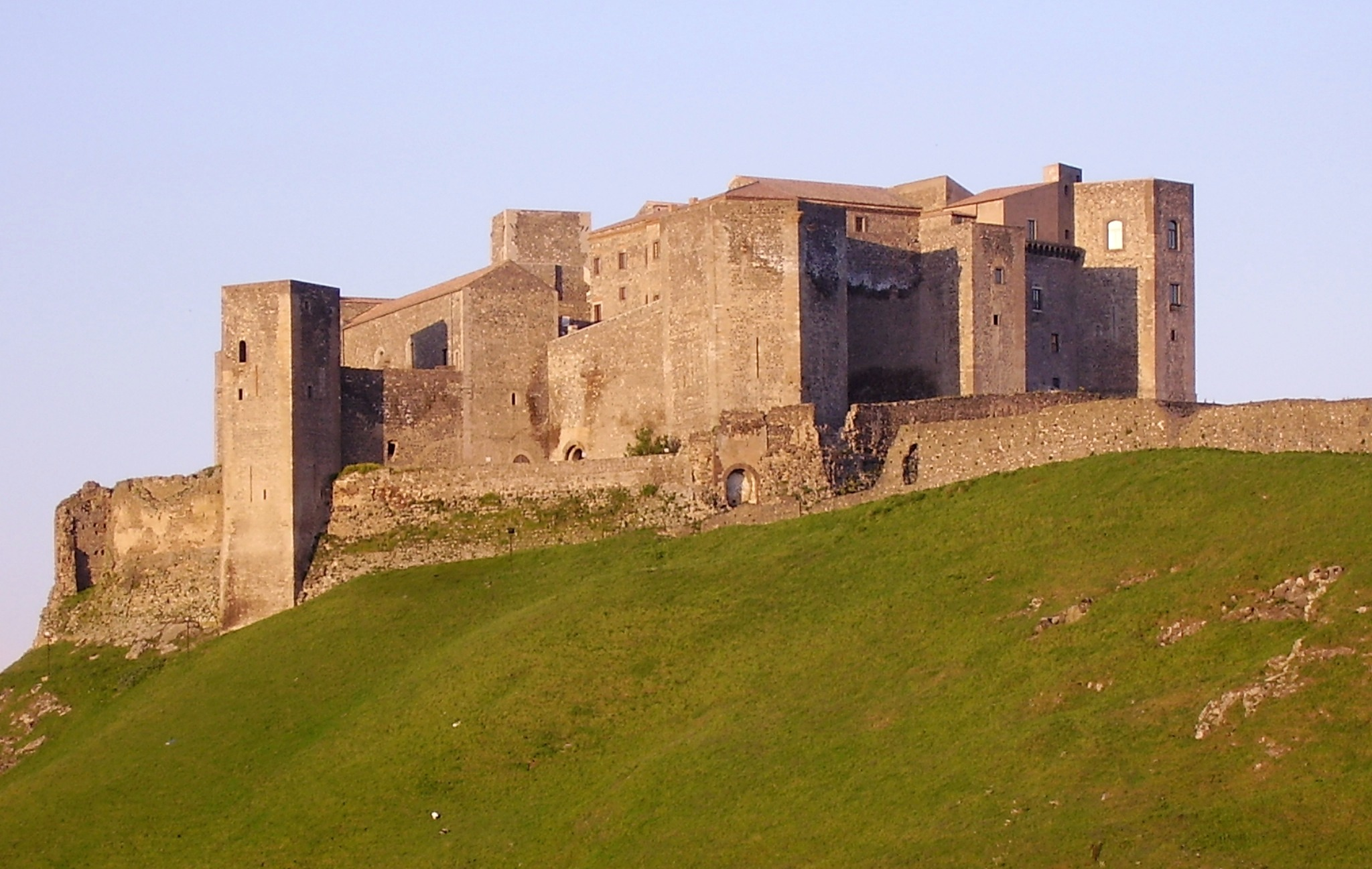
Le château de Melfi.

Robert Guiscard est le sixième des fils de Tancrède. Il est encore en Normandie lorsque ses frères aînés Guillaume Bras-de-Fer, Drogon et Onfroi s’établissent en Italie méridionale vers 1035. Après avoir servi de mercenaires jusqu'en 1041, ces derniers décident de combattre pour leur compte et entament la conquête d'un pays divisé et en proie à l'anarchie. En 1042, Melfi est choisie comme capitale du comté d'Apulie et Guillaume Bras-de-Fer y est élu chef des Normands d'Italie en septembre.

### Arrivée en Italie et premiers faits d'armes
Robert débarque en Italie en 1047. Selon Anne Comnène, il quitte la Normandie à la tête de cinq chevaliers et trente hommes de pied. Accueilli froidement par son demi-frère Drogon devenu comte d'Apulie depuis peu, il obtient néanmoins la garde du château de Scribla, dans la vallée de Crati en Calabre. Après un séjour assez court dans cette région insalubre, il s’installe dans le repaire de San Marco Argentano. Avec sa petite bande armée, Robert y mène dès lors une vie de brigand, connaissant aussi bien la faim, la soif, et la misère, que la fortune, pillant les riches monastères et les églises, volant le bétail, rançonnant la population et détroussant les voyageurs, harcelant les troupes byzantines et semant la terreur dans la région.
En même temps que cette vie de bandit, il sert occasionnellement le prince lombard Pandolf IV de Capoue, ainsi que ses frères Drogon puis Onfroi, devenu comte d'Apulie en 1051. Il se marie avec Aubrée de Buonalbergo, la tante d’un baron normand d'Apulie, Girard de Buonalbergo, et reçoit en dot l'autorité d'une troupe de deux cents chevaliers normands,.

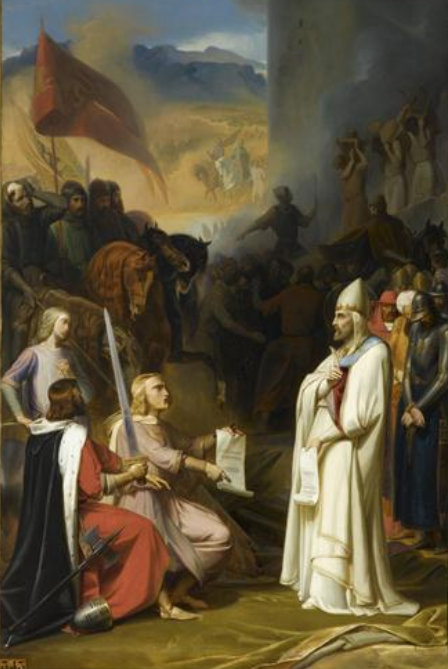
Onfroi et Robert dictent leurs conditions au pape Léon IX à Civitate. Peinture d’Adolphe Roger (Salles des croisades).

En mai 1053, le pape Léon IX, décidé à mettre fin à l’expansion normande, lance une offensive en Apulie avec l’appui des troupes impériales. Onfroi convoque Robert Guiscard et le comte Richard d'Aversa pour ce combat décisif qui les attend sur les bords du Fortore. Le 18 juin 1053, les deux armées s’affrontent à Civitate. Robert Guiscard, qui commande l’aile gauche, s’illustre par sa bravoure et contribue grandement à la victoire normande. Le pape Léon IX, capturé, est raccompagné sous escorte jusqu’à Bénévent. En mars 1054, il accorde son investiture pour les territoires normands occupés ainsi que pour les conquêtes futures en Calabre et en Sicile. En 1055, Onfroi, Robert et leur frère Godefroi, nouvellement arrivé, effectuent une campagne militaire contre les possessions byzantines de l’extrême-sud de l’Italie. De retour en Calabre, Robert s’empare de Bisignano, Cosenza et Martirano, c’est-à-dire toute la partie nord de la Calabre, et contraint ces villes à lui payer un tribut.
En août 1057, Robert Guiscard est rappelé en Apulie à la suite de la mort d’Onfroi. Il lui succède comme comte d'Apulie après avoir évincé ses deux jeunes neveux, Abagelard et Herman. Il confie à son frère cadet Roger de Hauteville, récemment arrivé en Italie, le comté de Calabre, encore à conquérir. En 1058, il répudie sa femme, Aubrée de Buenalbergo, et forme une alliance avec le prince lombard Gisolf II de Salerne en épousant Sykelgaite, la sœur de ce dernier. Il entreprend alors la conquête de la Calabre en compagnie de son frère Roger. Les deux dernières places fortes byzantines en Calabre, Squillace et Reggio, sont soumises en 1059.

### Conquête de la Sicile

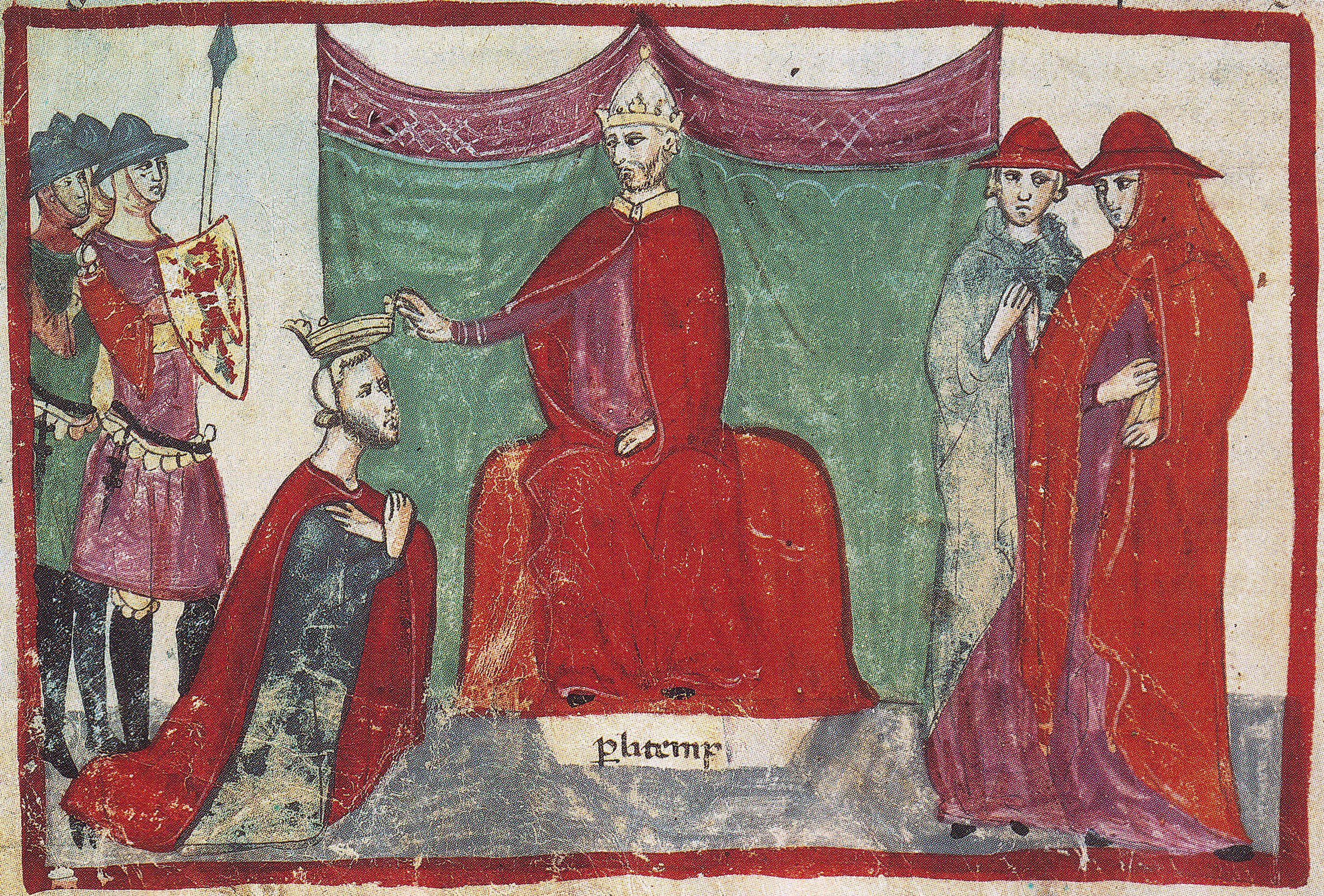
Robert Guiscard nommé duc d’Apulie, de Calabre et de Sicile par le pape Nicolas II (pape). Illustration du XIV.

La papauté, de plus en plus isolée du fait de sa rupture d'un côté avec le Saint-Empire dans la querelle des Investitures, et de l'autre côté avec l'Empire byzantin à la suite du schisme de 1054, décide de reconnaître l'autorité des Normands et d'en faire ses alliés. Le plan de Robert d'expulser les Arabes de Sicile et de restaurer le christianisme sur l'île attise également l'intérêt du pape. Le 23 août 1059, par le traité de Melfi, le pape Nicolas II reconnaît les possessions normandes et nomme Robert Guiscard duc d'Apulie, de Calabre et de Sicile. En échange, Robert, désormais vassal de l'Église, tout comme son beau-frère Richard d'Aversa reconnu comme duc de Capoue, s'engage à verser une rente annuelle, à porter la bannière papale et à latiniser les terres conquises,,. À partir de cette date, les Normands ont les mains libres et peuvent maintenant servir l'Église et la papauté. Ils peuvent surtout mieux les servir pour se servir d'elles, et légitimer leurs actions et leurs prises de pouvoir en Italie du Sud et en Sicile. Deux fils de Tancrède, Guillaume et Mauger, viennent renforcer les effectifs normands à la même période.

Les étapes de la conquête normande de l'Italie méridionale.

Au printemps 1060, Robert s'empare de Tarente et de Brindisi. Tandis qu'il résiste à une contre-attaque byzantine en Apulie, il confie à son frère Roger la mission de conquérir de Sicile avec 60 chevaliers. La conquête de l'île est lente et difficile, tant par le manque de guerriers normands expérimentés dont Roger dispose, que par le nombre important de forteresses musulmanes qui quadrillent la Sicile. Roger remporte néanmoins plusieurs victoires décisives, à Messine en 1061, Troina en 1062, Cerami en 1063, et enfin Misilmeri en 1068. En 1071, Guiscard effectue le siège de Palerme par mer, tandis que son frère prend la ville à revers, par voie terrestre. La ville, musulmane depuis plus de deux siècles, tombe aux mains des Normands l'année suivante, le 10 janvier 1072. Guiscard réinstalle l'archevêque grec de Palerme dans sa cathédrale qui avait été transformée en mosquée.
Dans le sud de l'Italie, Guiscard prend Oria en 1062. Il entre ensuite en conflit avec son frère Roger, à qui il est contraint de céder la moitié de la Calabre. En 1066, il conquiert Vieste et Otrante, mais doit également lutter en Apulie contre plusieurs barons révoltés. Il débute en 1068 le siège de Bari, dont il s’empare en avril 1071, mettant un terme à cinq siècles de présence byzantine. En 1072, pendant le siège de Palerme, il est confronté à une nouvelle rébellion des barons normands. Il reprend la ville de Trani l’année suivante et capture son neveu Herman. Il affronte ensuite le prince lombard Gisolf II de Salerne, dont il avait épousé la sœur Sykelgaite. Robert lui ravit d'abord la ville d'Amalfi en 1073. En juin 1074, il est excommunié après avoir attaqué la principauté de Capoue. En 1076, une fois son excommunication levée, il assiège Salerne, dernière possession de Gisolf. Après s'en être emparé en décembre, Robert Guiscard fait de cette ville la capitale de son duché. Il résiste à une nouvelle révolte des barons en 1079-1080 puis signe avec le pape Grégoire VII le concordat de Ceprano en juin 1080, confirmant le précédent traité signé à Melfi. En parallèle, Guiscard met en œuvre une politique de latinisation des terres conquises en créant plusieurs évêchés latins et en construisant un réseau d'abbayes latines pour neutraliser l'influence grecque.

### Expédition contre l'Empire byzantin

L'offensive normande de 1081.

À la suite de la conquête de Bari, dernière possession byzantine en Italie, l’empereur Michel VII Doukas envoie en 1073 une ambassade pour proposer une union entre son fils, Constantin Doukas, et la fille de Robert, Hélène. Guiscard accepte et envoie sa fille à Constantinople. Toutefois, en mars 1078, Michel VII est déposé par Nicéphore Botaniatès qui enferme Hélène dans un couvent. Cette injure fournit à Guiscard le prétexte qu’il cherchait pour envahir l'empire. En effet, le Normand veut mettre fin à la guerre clandestine menée par l’Empire byzantin contre son duché. De plus, les populations d’au-delà de l’Adriatique le réclament pour libérer leurs terres du joug byzantin. Plusieurs délégations viennent rencontrer Robert et lui laissent entendre leur collaboration active si les Normands décident de marcher sur Constantinople. L'ambitieux Normand conscrit tous les hommes en âge de porter les armes. Un faux Michel VII, recruté par Robert, apparaît dans la capitale byzantine et excite ses compatriotes contre l’usurpateur ; il les invite également à soutenir les Normands dans leur « croisade ». En parallèle, Guiscard envoie une ambassade à Constantinople avec comme instructions de réclamer un traitement adéquat pour Hélène et de s’assurer de l’appui du domestique des Scholes, le général impérial Alexis Comnène. Il apprend peu après que celui-ci a déposé Botaniatès et accédé au trône sous le nom d’Alexis Ier. 

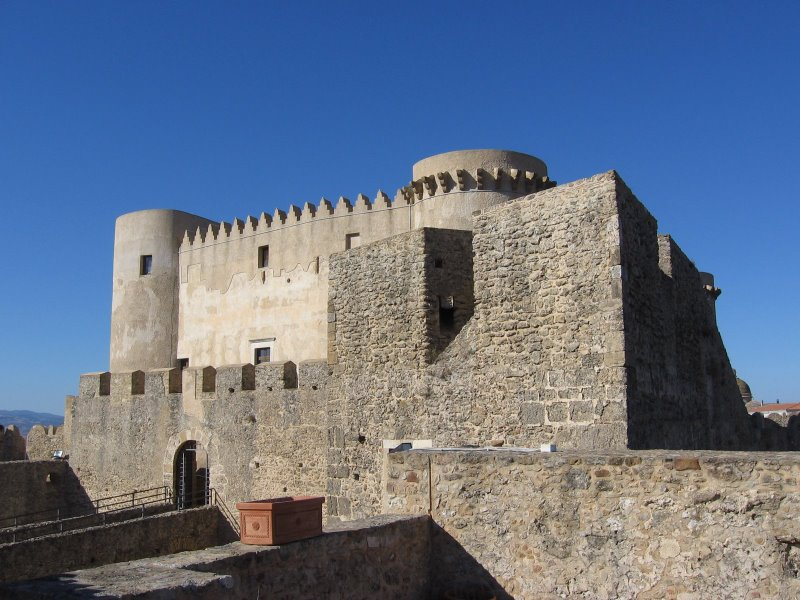
Le château de Santa Severina en Calabre, construit par Robert Guiscard.

L’empereur Alexis achète la flotte vénitienne, qu’il charge de contrôler l’Adriatique. En mars 1081, il propose 144 000 pièces d’or à l’empereur Henri IV s’il attaque Guiscard, et 216 000 pièces d’or, s’il s’empare de l’Apulie. Il envoie également Abagelard, le fils d’Onfroi, pour rallumer la rébellion en Apulie et en Calabre.

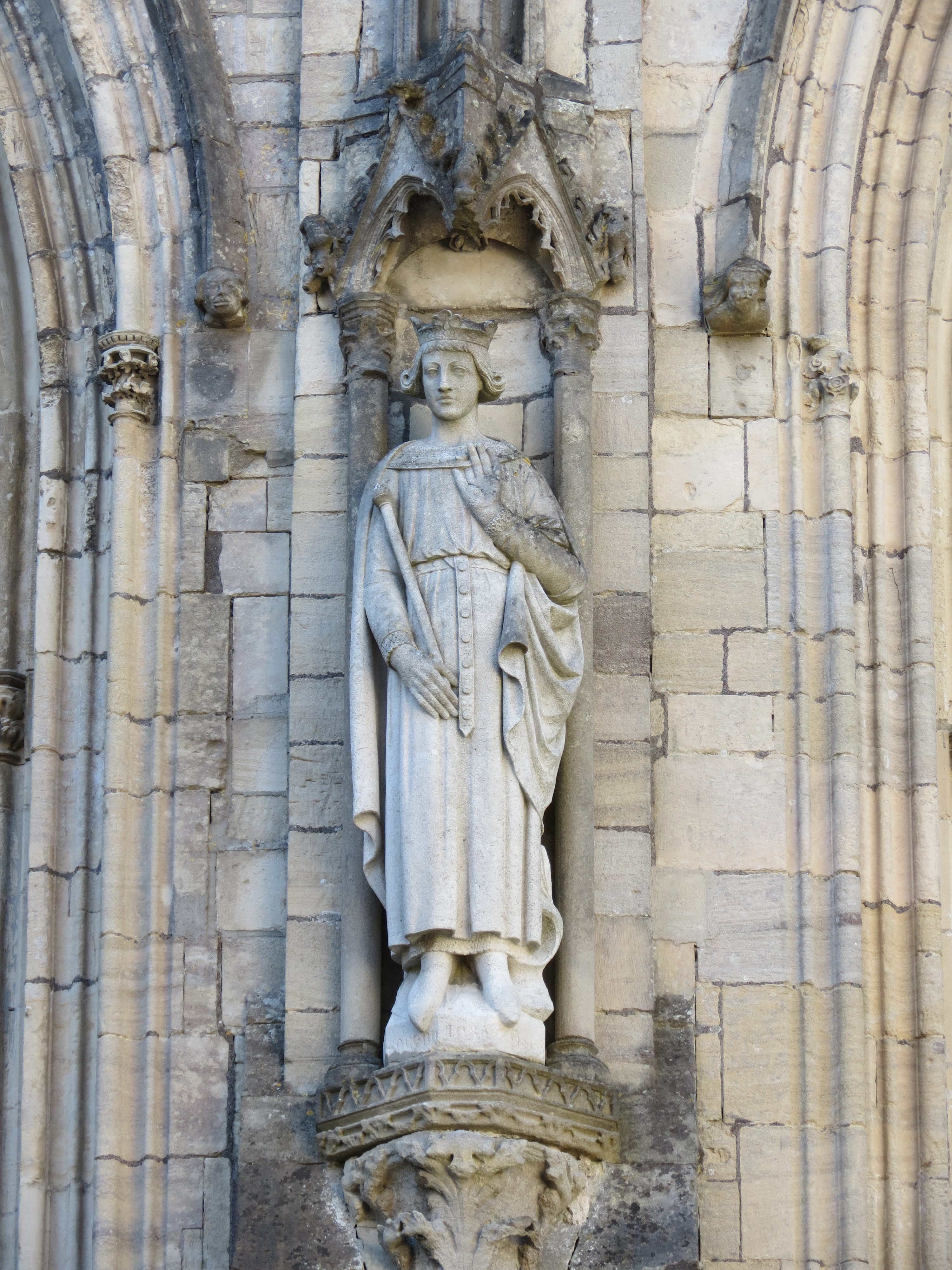
Statue de Robert Guiscard, cathédrale Notre-Dame de Coutances.

La flotte normande, composée de 150 galères fournies par la république de Raguse, est rassemblée à Brindisi à la fin de l’année 1080. L'armée comprend 30 000 hommes selon Anne Comnène, mais seulement 15 000 selon Pierre le Diacre et 10 000 selon Ordéric Vital. Une avant-garde, commandée par Bohémond, traverse l’Adriatique et débarque dans la baie de Valone en avril 1081. Le gros des forces, commandé par Robert Guiscard s’embarque à Otrante en mai et met le siège devant Dyrrachium le 17 juin. L’armée normande et l’armée byzantine s’affrontent non loin de la ville le 18 octobre et les Normands remportent une victoire décisive. La ville tombe le 21 février 1082, après qu’un noble vénitien nommé Domenico eut ouvert les portes de la ville aux Normands. L’armée normande s'empare alors de la plus grande partie du nord de la Grèce sans rencontrer de résistance sérieuse. Cependant, des messagers arrivent d'Italie pour annoncer que l'Apulie, la Calabre et la Campanie se sont révoltées. Robert apprend en même temps que l'empereur Henri IV s'est emparé de Rome et assiège le pape Grégoire VII dans le château Saint-Ange. Guiscard rentre alors précipitamment en Italie, laissant le commandement de l'armée de Grèce à son fils aîné Bohémond.

### Sac de Rome
Henri IV assiège Rome à trois reprises à partir du printemps 1081 avant de s'en emparer le 21 mars 1084. Il est couronné empereur par l'antipape Clément III, tandis que Grégoire VII est toujours enfermé dans sa forteresse. Apprenant l'arrivée d'une formidable armée normande, Henri IV se retire et confie la défense de la ville à une garnison allemande et aux milices romaines hostiles à Grégoire VII. Le 24 mai 1084, Robert parvient à entrer dans Rome par le nord, par la porte Flaminienne. Accompagné de 1 300 chevaliers, il arrache le pape du château Saint-Ange. Après de rudes combats, la « Ville éternelle » est mise à sac. Une grande partie de la ville est incendiée. Les habitants sont massacrés, les églises détruites et les femmes réduites en esclavage. Après les désordres perpétrés par ses alliés, le pape Grégoire VII doit fuir la ville en suivant ses libérateurs et se retire à Salerne, où il meurt un an plus tard.

### Dernière campagne byzantine

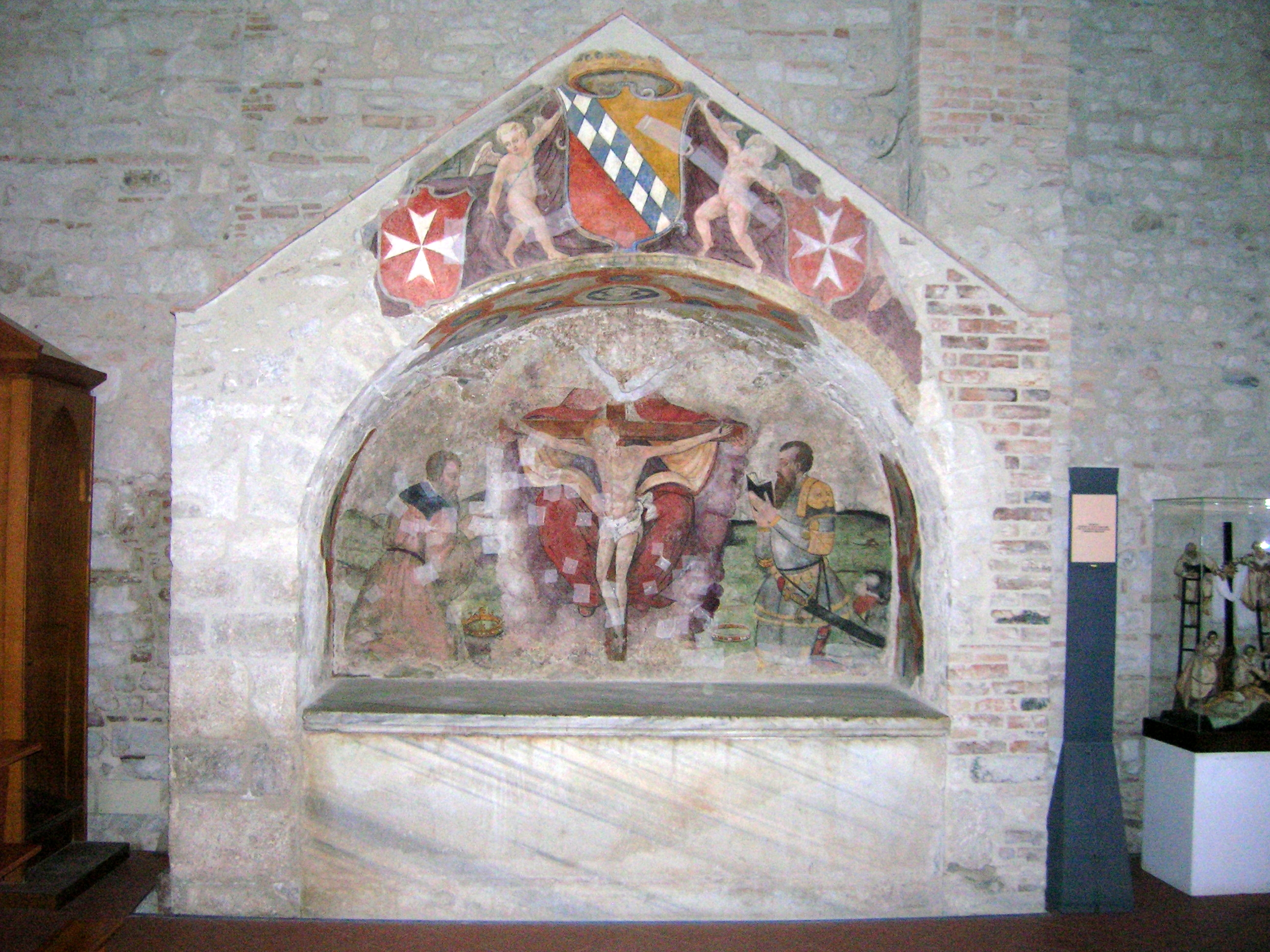
Tombeau familial des Hauteville, dans l'abbaye de la Trinité de Venosa.

Durant ce temps, Bohémond, un temps maître d'une partie de la Thessalie, perd les terrains conquis en Grèce. Robert, revenant pour les reprendre, réoccupe Corfou et l'île de Céphalonie, avant d'y décéder de fièvre et de dysenterie le 17 juillet 1085. Son cœur et ses entrailles sont prélevés, et son corps embaumé est ramené en Apulie. Lors du voyage, le cercueil tombe à l'eau et on peine à le récupérer. Il est inhumé dans l'abbaye de la Trinité de Venosa, sépulture familiale des Hauteville, endroit qu'il avait lui-même choisi et où il avait installé les dépouilles de ses frères aînés. Sur sa tombe, on peut lire quatre vers en latin, dont le premier se lit « Hic terror mundi Guiscardus », qui se traduit en « Ci-gît Guiscard, terreur du monde ». Cette épitaphe évoque les victoires du Normand face aux empereurs Henri IV et Alexis Comnène :

« Ci-gît Guiscard, terreur du monde. Il chassa de la ville de Rome celui que le Ligure et l'Allemand ont pour roi. Ni les phalanges parthes, ni les Arabes, ni les Macédoniens ne sauvèrent Alexis, mais la fuite ; mais ni la fuite ni la mer ne sauvèrent le Vénitien. »

## Descendance
Robert eut d'un premier mariage en 1047 avec Aubrée de Buonalbergo (Bonnauberge) une fille Emma, mariée avec Odon le Marquis, et un garçon, Bohémond, ancêtre des princes d'Antioche, qui épousa en 1106, à Chartres, Constance, fille de Philippe Ier, roi des Francs.
De son deuxième mariage, en 1058, avec Sykelgaite de Salerne, fille de Guaimar IV de Salerne, il eut une fille, Mathilde ou Mahaut d'Hauteville, mariée avec Raymond Béranger de Barcelone.
Son fils Roger Borsa lui succéda, favorisé par sa mère, alors que Bohémond est écarté de l'héritage paternel, devant se contenter de la cité de Tarente et de son duché.

## Description

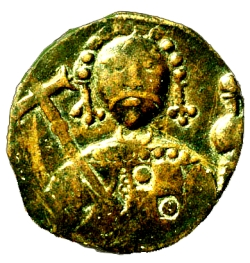
Pièce de monnaie à l'effigie de Robert Guiscard.

Nous connaissons une description partielle de Robert Guiscard : 

« Il était d'une taille si avantageuse qu'il surpassait de beaucoup les plus grands, il avait le visage rouge, les cheveux blonds, les yeux vifs, et étincelants comme du feu, les épaules larges, et une si juste proportion en toutes les parties de son corps, que celles qui devaient avoir plus de force que les autres, avaient aussi plus de grosseur, et que celles qui devaient être plus déchargées, l'étaient avec une beauté non pareille. »

— Anne Comnène, Alexiade, livre I, chapitre X.

## Dans la culture
- Dans la Divine Comédie, Dante Alighieri montre Robert Guiscard dans le cinquième ciel du Paradis, celui de Mars, avec les âmes de ceux qui sont morts pour la vraie foi[57].
- Il est le protagoniste d'une tragédie inachevée rédigée par Heinrich von Kleist[21].
- C'est l'un des personnages du film épique italien Le Prince pirate de Pietro Francisci. Le personnage est incarné par l'acteur italien Carlo Ninchi.
- Dans le premier scénario de la campagne sicilienne du jeu vidéo Age of Empires II : Definitive Edition, le joueur incarne Robert Guiscard lors de son arrivée en Italie.
- Dans le jeu vidéo Crusader Kings III, Robert Guiscard est un personnage jouable en 1066. Un succès de jeu lui est dédié, intitulé « Rusé comme un renard ».

## Odonymie
En Italie, plusieurs rues portent son nom (via Roberto il Guiscardo ou strada Roberto il Guiscardo), notamment à Palerme, à Salerne, à Amalfi, à Venosa, à San Marco Argentano, et à Bari.